# Geest de Wildeshausen

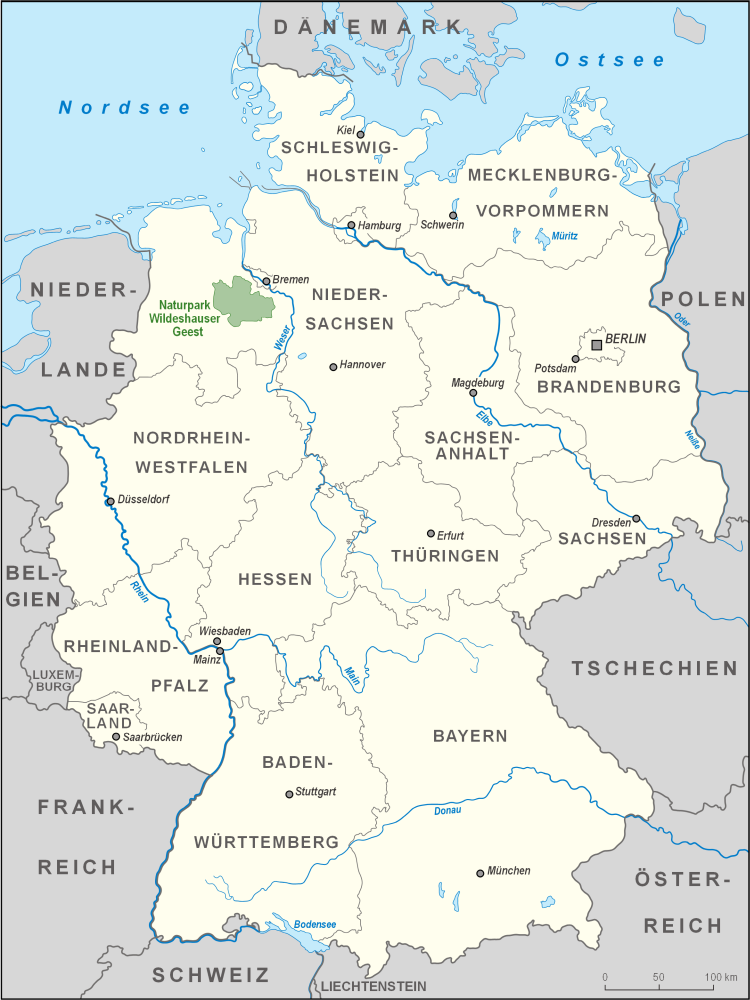
Localisation du geest de Wildeshausen en Allemagne.

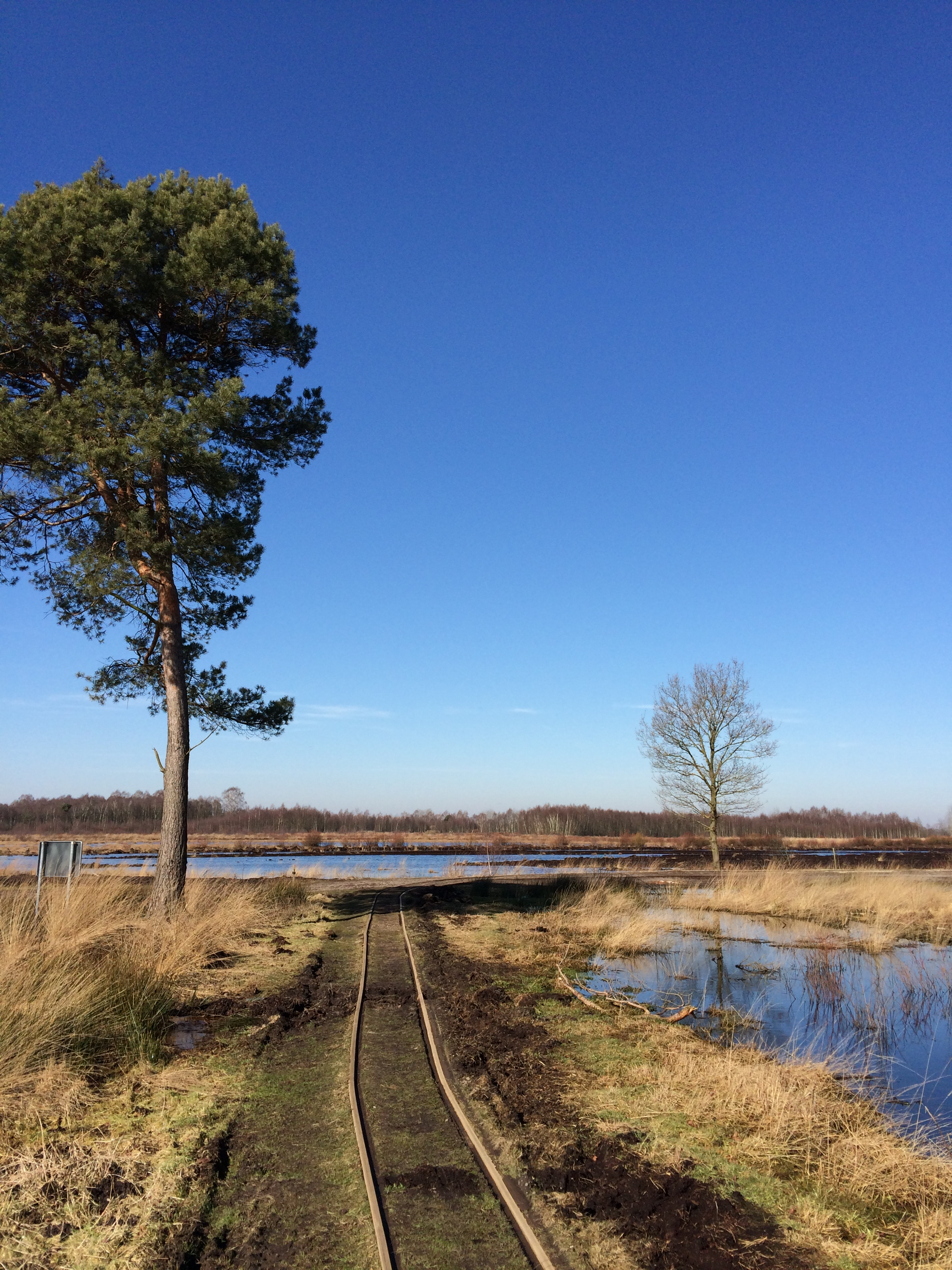
Paysage typique du geest de Wildeshausen.

Le geest de Wildeshausen (en allemand Wildeshauser Geest) est une formation géographique faisant partie de la ligne de crête du nord-ouest de l'Allemagne, qui commence près de Meppen sur la rivière Ems avec le Hümmling, est interrompue par la dépression de la Weser, continue avec le geest d'Oserholz et atteint les marais de Kehdingen sur l'Elbe avec les crêtes du Wingst et du geest de Stade. Il donne son nom au parc naturel éponyme.

## Description
Les principaux cours d'eau du geest de Wildeshausen coulent du sud au nord. Outre la Hunte qui provient des collines de Wiehen, il s'agit de rivières qui prennent leur source dans la vallée elle-même, notamment la Delme, le Klosterbach et la Hache. Les vallées de ces petites rivières confèrent au paysage une nature vallonnée caractéristiques. Sur le bord nord du geest, entre Ganderkesee et Barrien, elles s'infléchissent vers l'est. Les petits cours d'eau situés sur le bord oriental du geest se rassemblent pour former les rivières de plaine qui coulent vers le nord, comme le Süstedter Bach. L'utilisation actuelle des terres forme une mosaïque de forêts, de champs cultivés et de prairies, parfois séparées par des haies. Les forêts sont en partie mixtes, en partie de conifères. La proportion de forêts est la plus élevée dans le triangle Wardenburg-Twistringen-Syke, qui comprend les villes de Wildeshausen et Harpstedt.

## Le parc naturel
Le parc naturel du geest de Wildeshauser a été créé en 1984 et élargi en 1993. Sa superficie est d'environ 1532 km² avec une extension est-ouest d'environ 50 km. Il s'agit de l'un des plus grands parcs naturels d'Allemagne ; 4 % de sa surface est constituée de réserves naturelles et 50 % est protégée. Les forêts en couvrent 20 % de la surface.

## Culture
La Route de la culture mégalithique passe par le geest de Wildeshausen. Le geest abrite également des constructions médiévales telle que l'abbatiale de Bassum, un musée des trains, et un cimetière militaire du Commonwealth.

## Illustrations

Illustrations
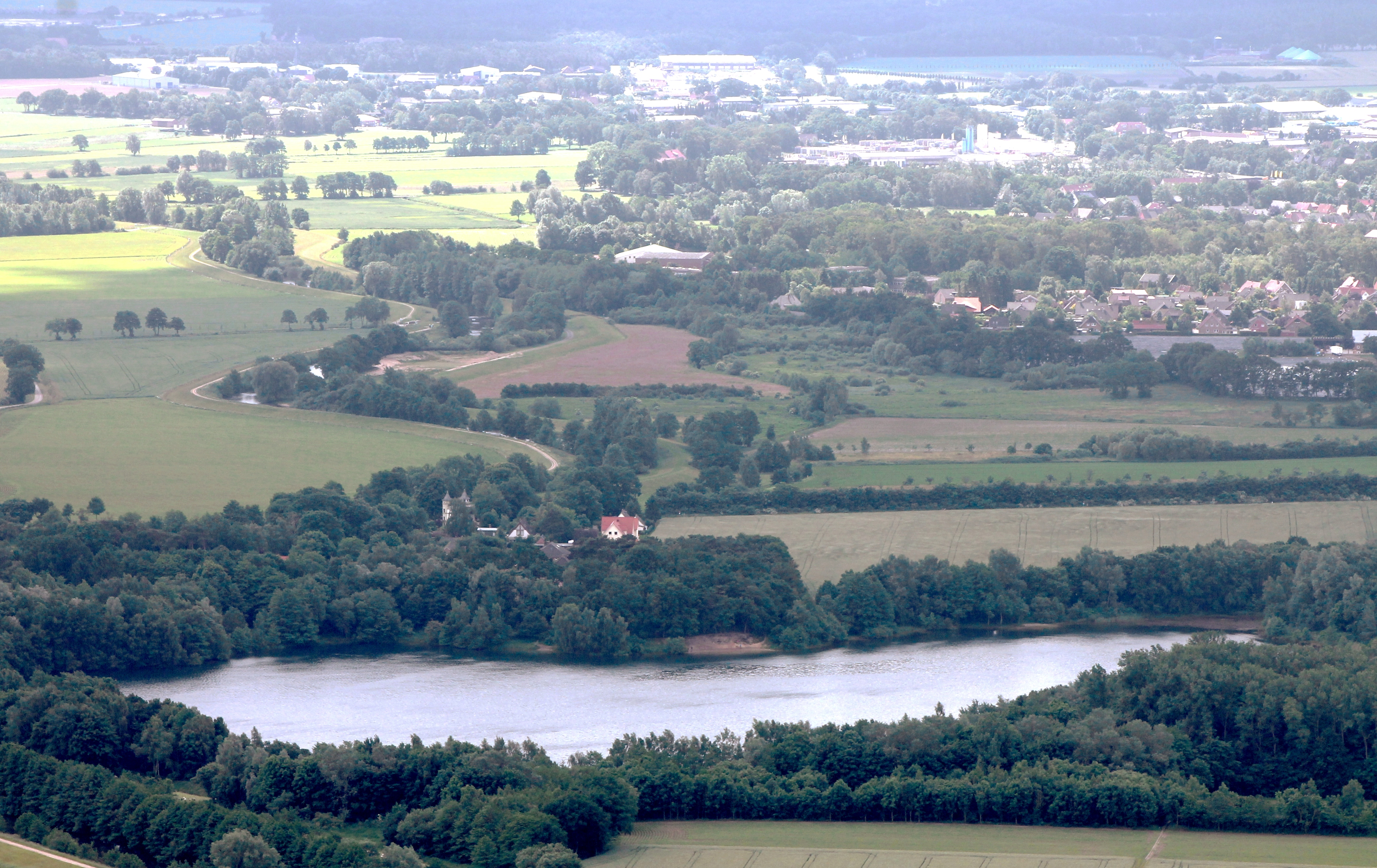
Le lac de Wardenburg vu du ciel.
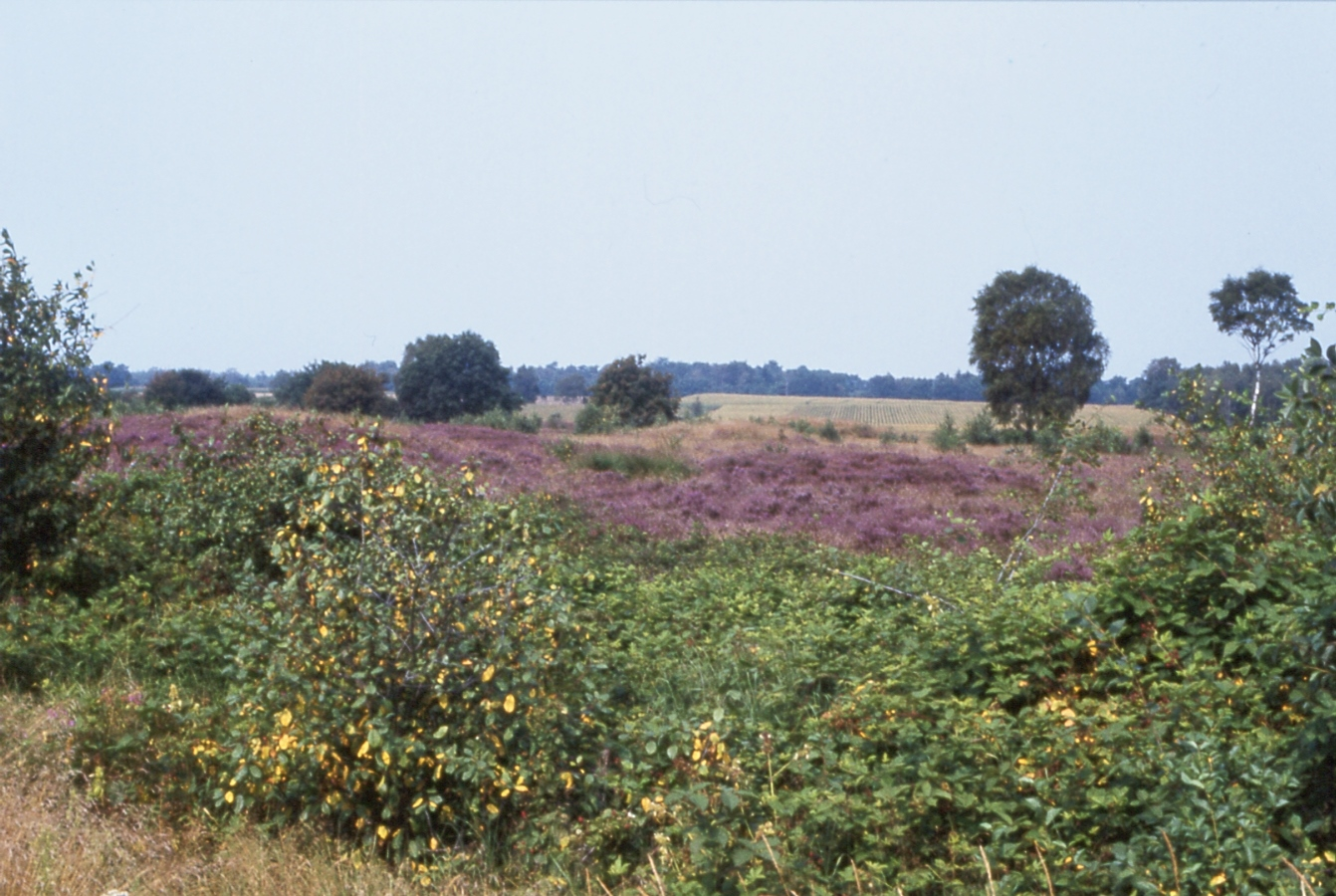
Paysage typique de bruyère.
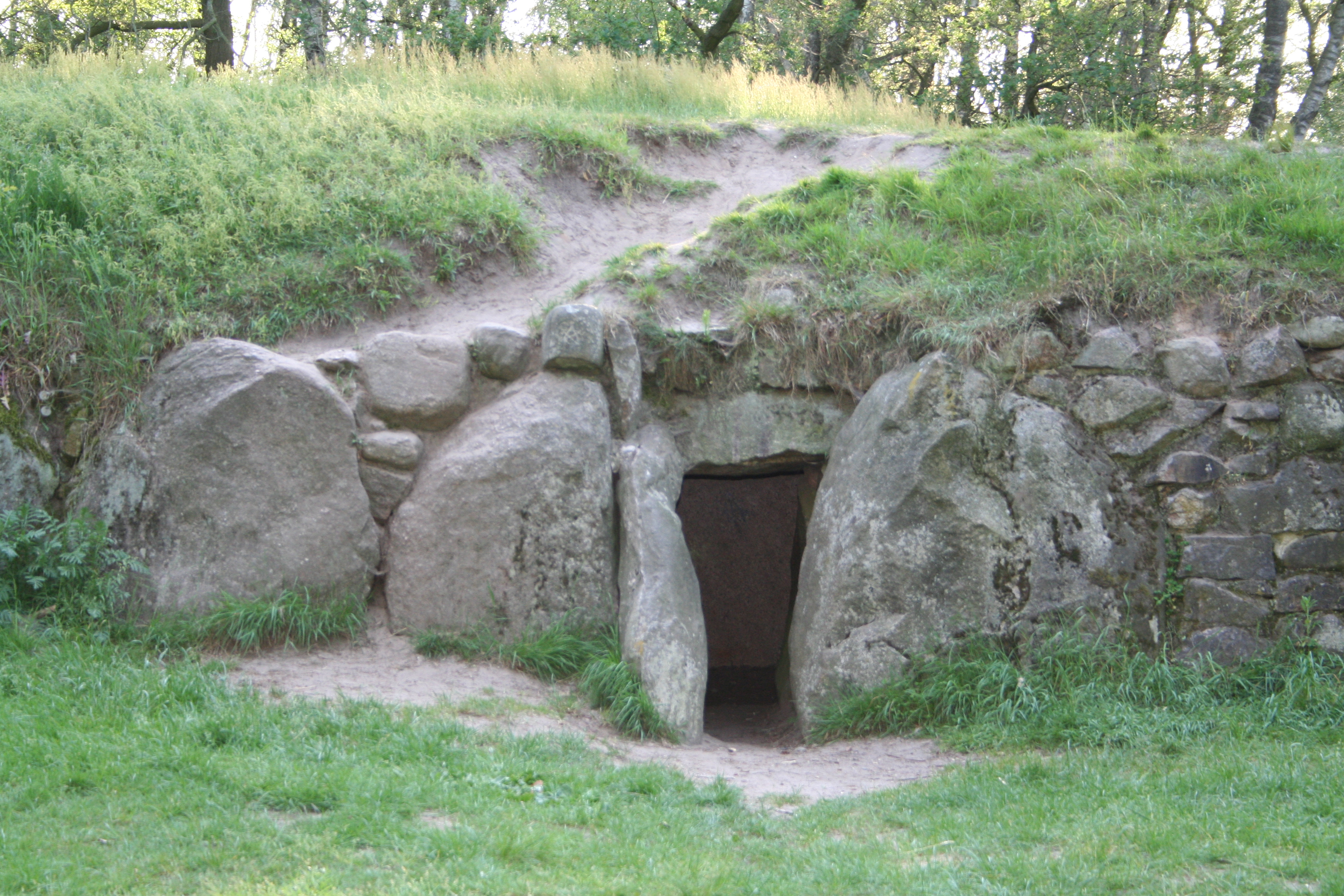
Vestiges préhistoriques le long de la route de la culture mégalithique.
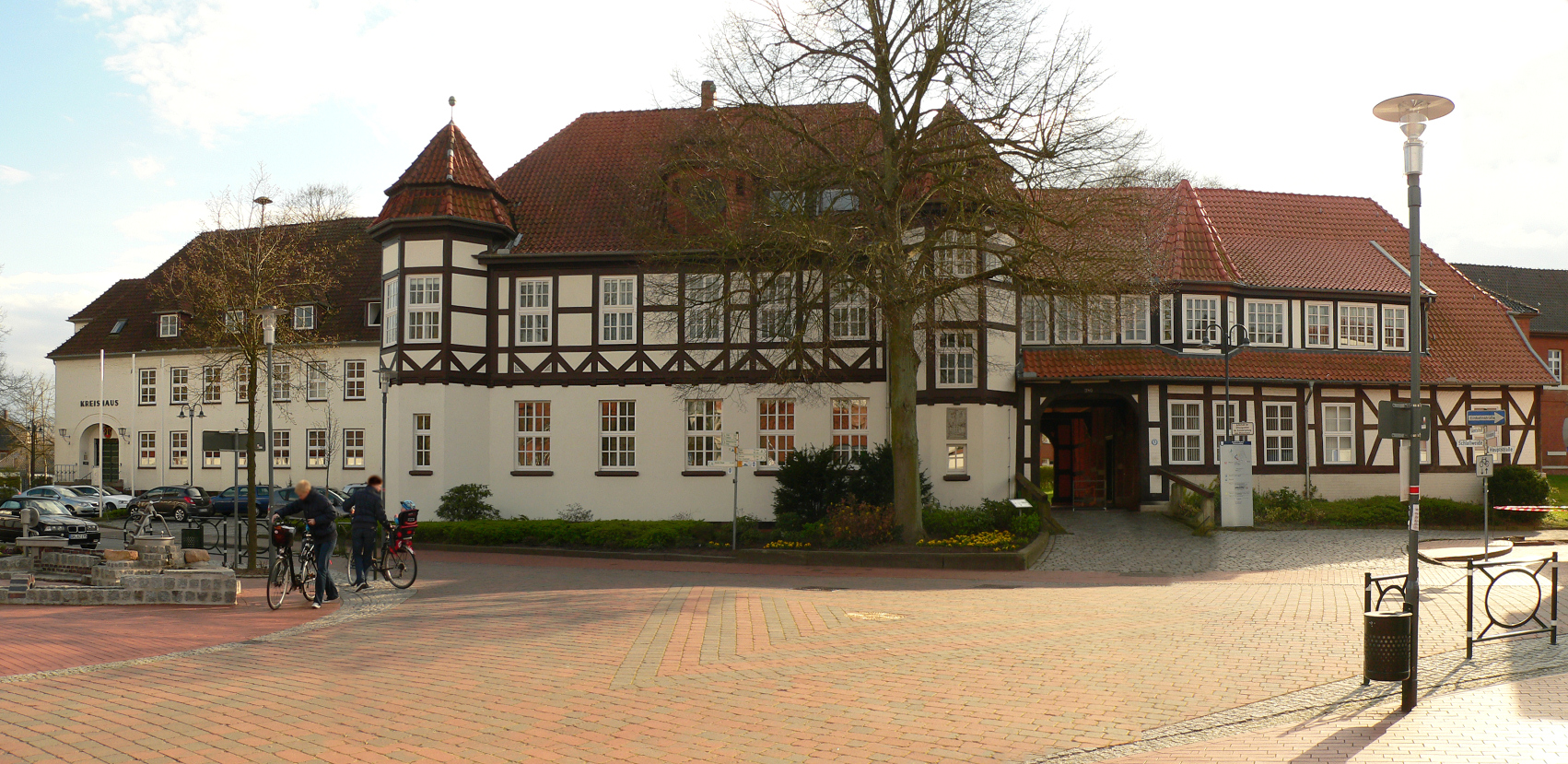
La cour administrative de Syke.
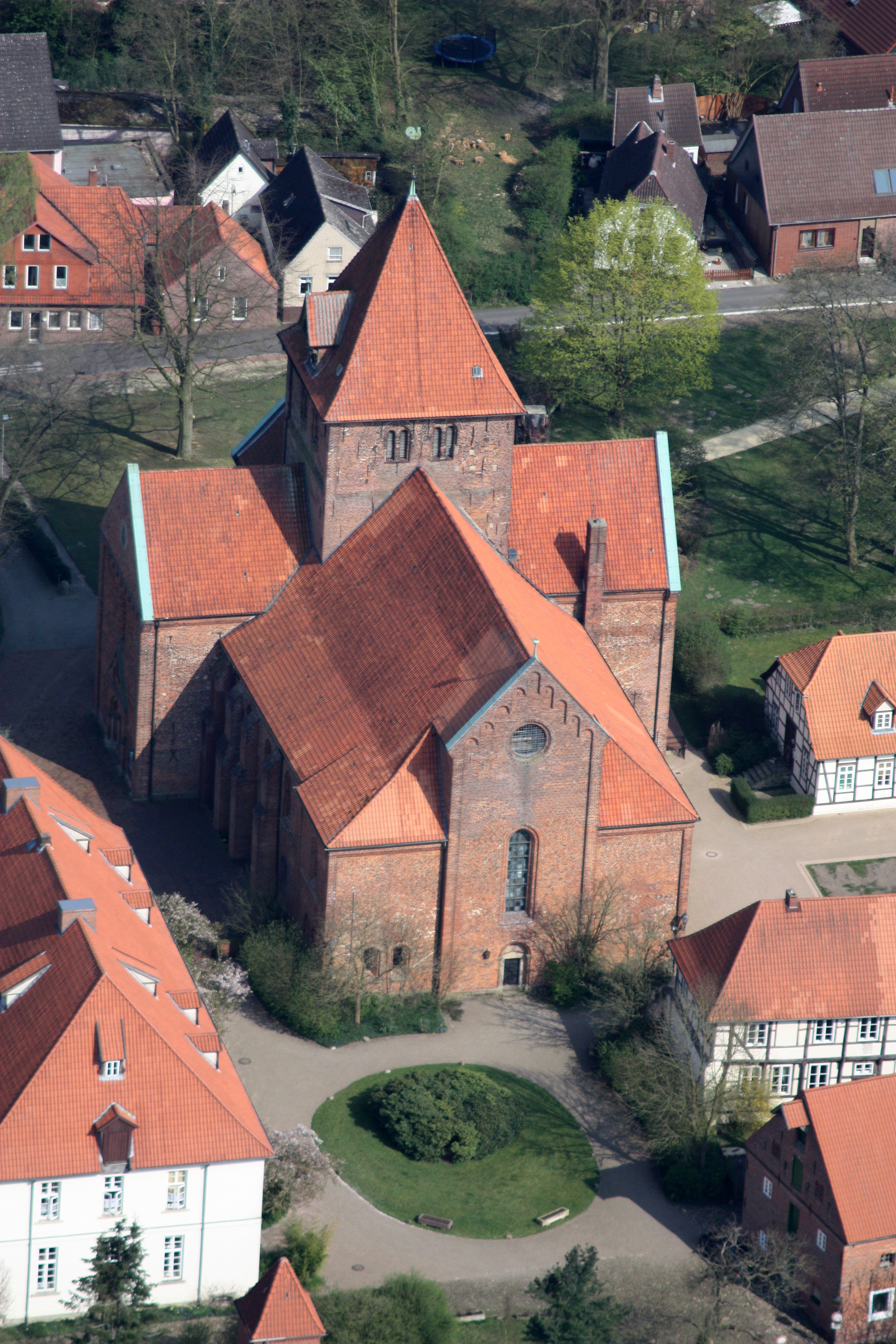
L'abbatiale de Bassum.

### Sources
- (en) Cet article est partiellement ou en totalité issu de l’article de Wikipédia en anglais intitulé « Wildeshausen Geest » (voir la liste des auteurs).

- (de) Cet article est partiellement ou en totalité issu de l’article de Wikipédia en allemand intitulé « Naturpark Wildeshauser Geest » (voir la liste des auteurs).

### Littérature
- Hans Huntemann : Die Wildeshauser Geest. Wege und Wanderungen. Oldenburg ³1981, 136 S. m. 7 Fotos, 2 Zeichnungen, 1 Faks. u. 52 Kartenskizzen
- Helga Klöver : Wildeshauser Geest. Städte und Landschaften im Naturpark entdecken und erleben. Ein illustriertes Reisehandbuch. Bremen 2000, 208 S. m. zahlr. Abb.
- Harald Witt : Die schönsten Radwanderungen zwischen Hunte, Weser und Wümme. Natur – Kultur – Geschichte. Bremen 2003, 207 S. m. 96 Abb.
- Nils Aschenbeck, Rüdiger Lubricht (Photos) : Kirchen und Kirchhöfe an Hunte und Weser. Oldenburg 2000, 48 S. m. Abb.
- Ernst Andreas Friedrich : Naturdenkmale Niedersachsens. Hannover 1980,  (ISBN 3-7842-0227-6)